# Duarte (Californie)
Pour les articles homonymes, voir Duarte.
Duarte est une ville située dans le comté de Los Angeles, dans l'État de Californie aux États-Unis. Sa population était de 21 486 habitants en 2000. Sa superficie est de 17,3 km2.

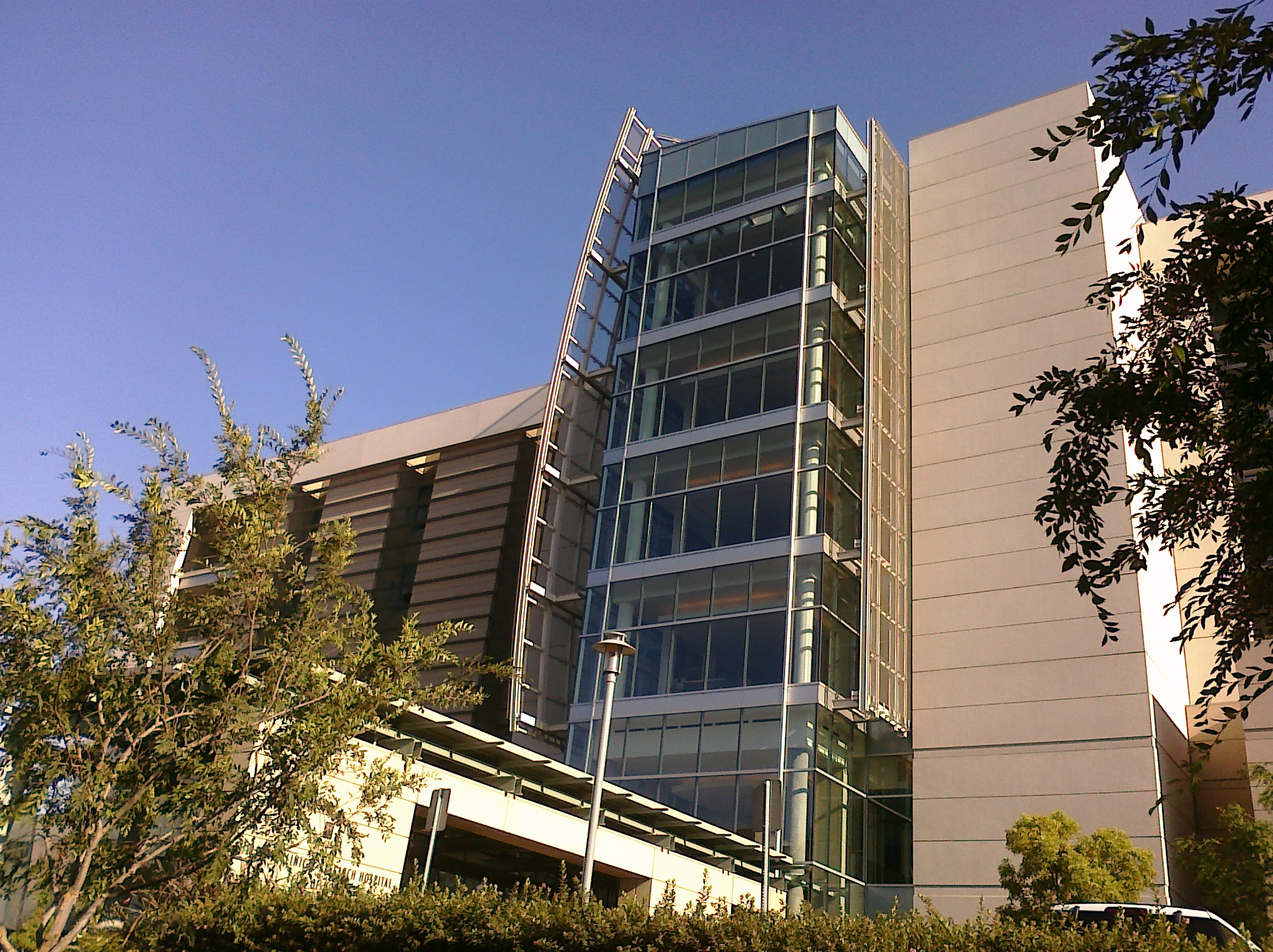
Hôpital de recherche clinique de Helford au City of Hope National Medical Center

## Démographie
| Groupe            | Duarte | Californie | États-Unis |
| ----------------- | ------ | ---------- | ---------- |
| Blancs            | 52,0   | 57,6       | 72,4       |
| Autres            | 19,3   | 17,0       | 6,2        |
| Asiatiques        | 15,8   | 13,1       | 4,8        |
| Afro-Américains   | 7,4    | 6,2        | 12,6       |
| Métis             | 4,6    | 4,9        | 2,9        |
| Amérindiens       | 0,8    | 1,0        | 0,9        |
| Océaniens         | 0,1    | 0,4        | 0,2        |
| Total             | 100    | 100        | 100        |
|                   |        |            |            |
| Latino-Américains | 47,8   | 37,6       | 16,7       |

| 1960   | 1970   | 1980   | 1990   | 2000   | 2010   |
| ------ | ------ | ------ | ------ | ------ | ------ |
| 13 962 | 14 981 | 16 766 | 20 688 | 21 486 | 21 321 |